# Подгаецкий, Венедикт Дмитриевич
Венедикт Дмитриевич Подгаецкий (1839—1891) — русский военный врач, мемуарист.

## Биография
Венедикт Дмитриевич Подгаецкий родился 7 (19) марта 1839 года в городе Слуцк, Минской губернии.
Первоначальное образование получил в Минском духовном училище, откуда, как лучший ученик, был послан в Санкт-Петербургскую семинарию. Назначенный в митрополичьи прислужники, он с трудом мог заниматься, но потерянное наверстывал на каникулах. Брат его учился в это время в Медико-хирургической академии и Подгаецкий по окончании курса семинарии, поступил в 1859 г. в Медико-хирургическую академию на казённое содержание. Окончив в 1865 г. курс в академии 7-м по счету из 40, Подгаецкий по выбору получил место военного врача в уланский Владимирский полк, стоявший в Белостоке; но, ещё не доехав до места, получил новое назначение: в 3-й стрелковой батальон, в г. Соколке. Поменявшись с товарищем, Подгаецкий поступил врачом в 101-й пехотный Пермский полк в г. Гродно, а в 1869 г. — младшим ординатором в Гродненский военный госпиталь. Служба при госпитале разнообразилась командировками в Друскеники, куда Подгаецкий отправлялся на лето с госпитальными больными. Во время русско-турецкой войны 1877—1878 гг. Подгаецкий был откомандирован в 13-й военно-временный госпиталь в Румынии. Только что возвратившись домой, Подгаецкий в 1879 г. был снова откомандирован под Ветлянку в с. Никольское для принятия мер к предупреждению распространения чумы. В следующем году он был командирован в Санкт-Петербург и выдержал экзамен на военно-полевого хирурга. в 1880 г. — назначен старшим врачом в Ковну в 111-й пехотный Донской полк, где прослужил всего полгода и, поменявшись местами с старшим врачом 103-го пехотного Петрозаводского полка, опять попал в Гродно и в этой должности после продолжительной и тяжкой болезни скончался 8 (20) декабря 1891 года.
Из литературных трудов Подгаецкого известны его автобиография, помещенная в сборнике «Двадцатипятилетие деятельности врачей 1865—1890 гг.», составленном Н. А. Воронихиным и «Служебные невзгоды во время войны 1877—1878 гг.», принятая редакцией «Русской старины».